# Ordre de l'Étole d'or
L'ordre de l'Étole d'or (Ordine della Stola d'oro) était un ordre chevaleresque collatéral de l'ordre des Chevaliers de Saint-Marc, créé au sein de la république de Venise.

## Histoire

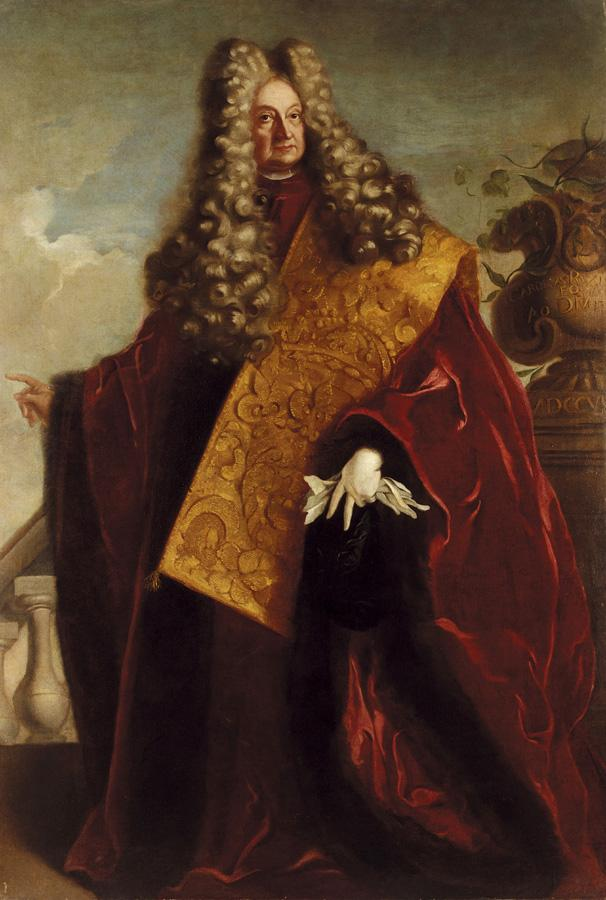
Carlo Ruzzini dans la robe d'un chevalier de l'ordre de l'Étole d'or.

L'ordre de l'Étole d'or, également connu sous le nom d'« ordre de Saint-Marc de l'Étole d'or », est né en même temps que l'ordre des Chevaliers de Saint-Marc, dont il est devenu un ordre collatéral. Il fut en effet créé pour différencier les patriciens de tous les autres chevaliers de l'ordre de Saint-Marc.
L'insigne de l'ordre consistait en une étole brochée de fleurs en or, portée de l'épaule gauche à la hanche droite. 
Le Sénat de Venise l'utilisait pour distinguer ses membres, mais les soldats et les envoyés d'honneur pouvaient également la porter. Le nombre de récipiendaires était d'environ 20 et l'honneur était héréditaire, c'est-à-dire qu'il pouvait également être accordé à ses descendants jusqu'à ce qu'un décret de la république en révoque l'usage.
Parmi les familles nobles qui bénéficiaient de cette hérédité figuraient les Contarini del Zaffo, les Querini, les Morosini, les Ottoboni et les Rezzonico.

## Note
Il convient de mentionner qu'une distinction honorifique du même nom a été créée en Espagne à l'époque d'Alphonse V d'Aragon, mais qu'elle est tombée en désuétude à sa mort.

## Ordres de chevalerie de la république de Venise
Les ordres de chevalerie liés à la Serenissima, ainsi énumérés par Bernardo Giustinian dans son Historie cronologiche dell'origine degl'ordini militari e di tvtte le religioni cavalleresche infino ad hora instituite nel Mondo, publié à Venise en 1692, étaient les suivants :
- Chevaliers de Saint-Marc à Venise
- Chevaliers de l'Étole d'or
- Chevaliers du collier du Sénat et du Collège
- Chevaliers du Doge, ou prince de Venise

## Galerie

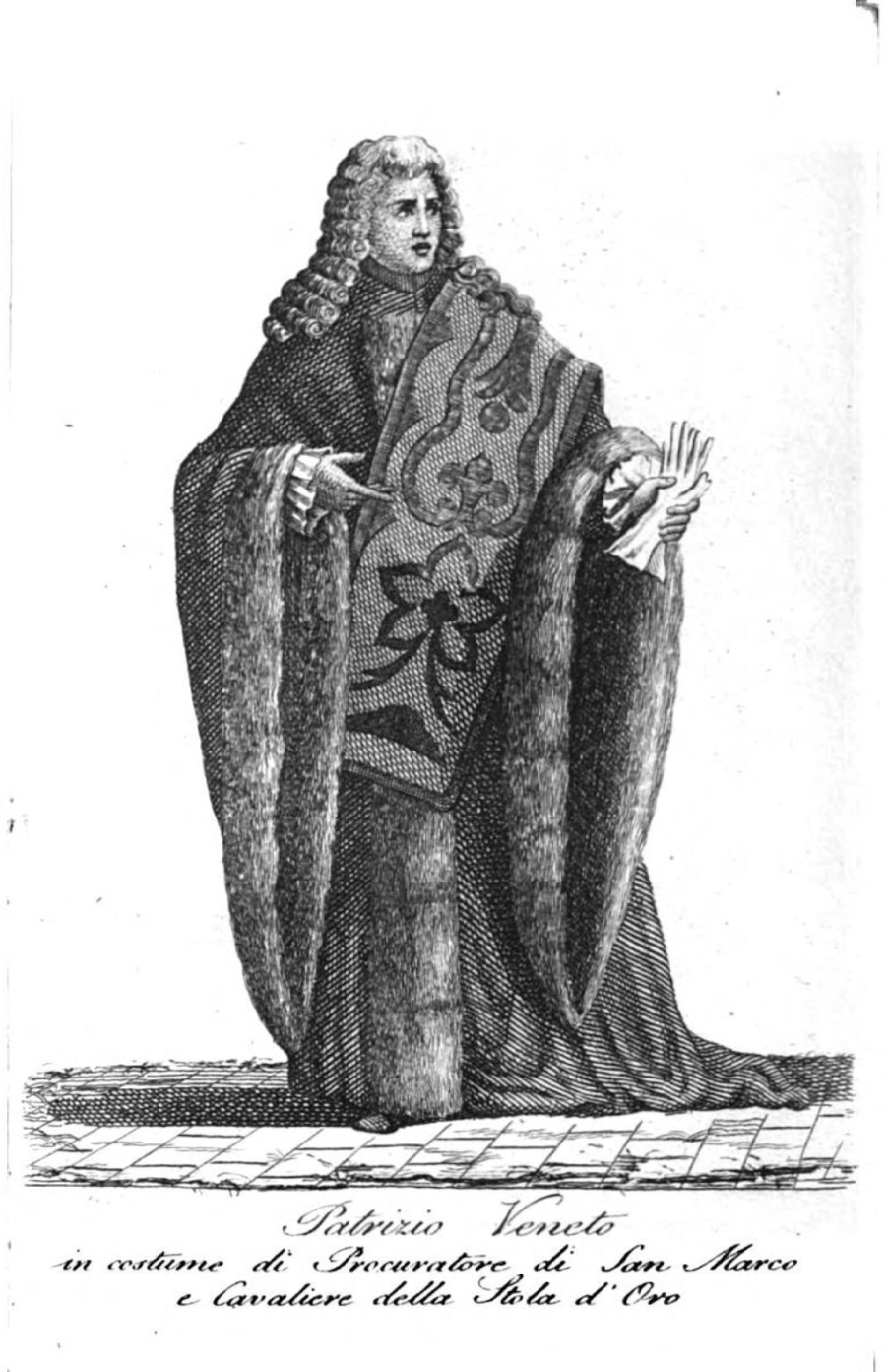
Patricien vénitien en costume de procurateur de Saint-Marc et de chevalier de l'ordre de l'Étole d'or.